# Herrarnas förföljelse i bancykling vid olympiska sommarspelen 2008
Herrarnas individuella förföljelse i bancykling vid olympiska sommarspelen 2008 ägde rum den 16 augusti i Laoshan Velodrome. Segrare blev Bradley Wiggins från Storbritannien, som med sin segertid även satte nytt olympiskt cykelrekord.
Den första omgången i denna bancykelgren är ett head-to-head-lopp på 3000 meter, men tiderna används som tempotider istället för eliminteringstider. De åtta bästa tiderna från den första rundan kvalificerade cyklisterna till semifinalerna, det vill säga båda cyklisterna från samma lopp kunde gå vidare. Därefter gick segraren i varje face-to-face-semifinal till finalomgångarna, medan platserna 5-8 baserades på tiderna från semifinalerna. De fyra finalisterna fick tävla om guld och silver alternativ brons beroende på tid.

## Medaljörer
| Event                 | Guld                           | Silver                      | Brons                       |
| Herrarnas förföljelse | Bradley Wiggins Storbritannien | Hayden Roulston Nya Zeeland | Steven Burke Storbritannien |

## Resultat

### Grundomgången
Q = Kvalificerad
OR = Olympiskt rekord
| Heat | Namn                     | Tid           | Placering |
| ---- | ------------------------ | ------------- | --------- |
| 1    | Fabien Sanchez (FRA)     | 4:33.100      | 15        |
| 1    | Brett Lancaster (AUS)    | 4:26.139      | 12        |
| 2    | Carlos Alzate (COL)      | 4:35.154      | 16        |
| 2    | Steven Burke (GBR)       | 4:22.260 Q    | 5         |
| 3    | Antonio Tauler (ESP)     | 4:22.462 Q    | 6         |
| 3    | Jens Mouris (NED)        | 4:27.445      | 13        |
| 4    | Vitaliy Popkov (UKR)     | 4:30.321      | 14        |
| 4    | Alexandr Pliuschin (MDA) | 4:35.438      | 17        |
| 5    | Sergi Escobar (ESP)      | 4:26.102      | 10        |
| 5    | Alexander Serov (RUS)    | 4:23.732 Q    | 8         |
| 6    | Taylor Phinney (USA)     | 4:22.860 Q    | 7         |
| 6    | Volodymyr Dyudya (UKR)   | 4:21.530 Q    | 4         |
| 7    | Bradley McGee (AUS)      | 4:26.084      | 9         |
| 7    | David O'Loughlin (IRL)   | 4:26.102      | 11        |
| 8    | Jenning Huizenga (NED)   | 4:37.097      | 18        |
| 8    | Hayden Roulston (NZL)    | 4:18.990 Q    | 2         |
| 9    | Bradley Wiggins (GBR)    | 4:15.031 Q OR | 1         |
| 9    | Alexei Markov (RUS)      | 4:21.498 Q    | 3         |

### Semifinaler
| Nam                   | Tid      | Placering |
| --------------------- | -------- | --------- |
| Volodymyr Dyuda (UKR) | 4:22:471 | 5         |
| Steven Burke (GBR)    | 4:21:558 | 3         |

| Nam                  | Tid      | Placering |
| -------------------- | -------- | --------- |
| Alexei Markov (RUS)  | 4:22:308 | 4         |
| Antonio Tauler (ESP) | 4:24:974 | 6         |

| Nam                   | Tid      | Placering |
| --------------------- | -------- | --------- |
| Hayden Roulston (NZL) | 4:19:232 | 2         |
| Taylor Phinney (USA)  | 4:26:644 | 8         |

| Nam                   | Tid      | Placering |
| --------------------- | -------- | --------- |
| Bradley Wiggins (GBR) | 4:16:571 | 1         |
| Alexander Serov (RUS) | 4:25:391 | 7         |

### Medaljomgångar
| Nam                   | Tid      | Placering |
| --------------------- | -------- | --------- |
| Bradley Wiggins (GBR) | 4:16:977 | 1         |
| Hayden Roulston (NZL) | 4:19:611 | 1         |

| Nam                 | Tid      | Placering |
| ------------------- | -------- | --------- |
| Steven Burke (GBR)  | 4:20:947 | 1         |
| Alexei Markov (RUS) | 4:24:149 | 4         |